# IC 645
IC 645 је спирална галаксија у сазвјежђу Секстант која се налази на листи објеката дубоког неба у Индекс каталогу.
Деклинација објекта је - 6° 2' 35" а ректасцензија 10h 50m 9,2s. Привидна величина (магнитуда) објекта IC 645 износи 14,7 а фотографска магнитуда 15,5.